# Дюміна Руслана Русланівна
Руслана Русланівна Дюміна (нар. 30 квітня 2005) — українська футболістка, центральна захисниця криворізького «Кривбаса».

## Клубна кар'єра
Футзальну кар'єру розпочала 2019 року в «Пенуелі». Наступного сезону в складі криворізького клубу в складі криворізького «Пенуела» стала срібною призеркою чемпіонату міста з футзалу серед команд ДЮФЛУ.
23 липня 2021 року підписала контракт з «Кривбасом». У футболці криворізького клубу дебютувала 6 листопада 2021 року в переможному (4:1) виїзному поєдинку 8-го туру Вищої ліги України проти уманських «Пантер». Руслана вийшла на поле на 86-й хвилині, замінивши Думітріцу Прісекарі.